# Ralph Mann
Ralph Vernon Mann (Long Beach, 16 giugno 1949 – Long Beach, 2 gennaio 2025) è stato un ostacolista statunitense, medaglia d'argento nei 400 metri ostacoli ai Giochi Olimpici del 1972.

## Biografia
Frequentando la Brigham Young University, vinse sia il titolo AAU che quello NCAA sulle 440 iarde a ostacoli per tre anni consecutivi, dal 1969 al 1971. Sempre nel 1971 vinse la gara dei 400 m ostacoli ai Giochi Panamericani, specialità dove ottenne anche la miglior prestazione mondiale dell'anno con 48"9.
Forte di questi risultati si presentò con i favori del pronostico alle Olimpiadi di Monaco di Baviera del 1972, ma fu battuto a sorpresa dall'ugandese John Akii-Bua che stabilì il record del mondo in 47"82. Mann fu medaglia d'argento in 48"51, record nazionale statunitense, davanti al britannico David Hemery, campione olimpico uscente.

## Palmarès
| Anno | Manifestazione      | Sede              | Evento | Risultato | Prestazione | Note |
| ---- | ------------------- | ----------------- | ------ | --------- | ----------- | ---- |
| 1971 | Giochi panamericani | Cali              | 400 hs | Oro       | 49"11       |      |
| 1972 | Giochi olimpici     | Monaco di Baviera | 400 hs | Argento   | 48"51       |      |